# Колпаков, Василий Ефимович
Васи́лий Ефи́мович Колпако́в (3 апреля 1919 — 1983) — советский баскетболист, двукратный чемпион Европы. Заслуженный мастер спорта СССР (1947). Заслуженный тренер СССР (1959).

## Карьера
До войны выступал за московскую команду «Металлург» с 1935 по 1938 год, а затем перешёл в «Динамо». Чемпион СССР 1947/48.
После завершения карьеры с 1952 по 1974 год работал главным тренером в мужской и женской командах «Динамо».
Возглавлял мужскую и женскую сборные Москвы на Спартакиадах в 1959 и 1967 годов соответственно.
Работал в тренерском штабе женской сборной СССР в конце 1960-х — начале 1970-х годов.
Автор книги «Очерки о советском баскетболе».